# Ťaťa
Ťaťa (rusky Тятя; japonsky 爺爺岳 Čačadake) je aktivní sopka na ostrově Kunašir v Kurilských ostrovech, Rusko. Konkrétně leží v severovýchodním cípu ostrova. Vrchol sopky sahá do nadmořské výšky 1819 m. Poslední známá erupce byla zaznamenána v roce 1981. Tvarově se Ťaťa podobá Vesuvu a jedná se také o stratovulkán.
Ťaťa je tvarově jednou z nejzajímavějších a nejpůsobivějších sopek Kuril, příčinou toho je estetický tvar, který se skládá z jednoho základního po stranách erozí rozbrázděného kuželu a symetrického kuželu vyrůstajícího z pozůstatku staré kaldery (spíš velký kráter). Stará kaldera má rozměry 2,10 × 2,40 km.
Nově vyhlížející kužel ve staré kaldeře je povětšinou tvořen čedičovými až čedičo-andezitovými horninami, které byly vytvořeny strombolským typem erupcí. Nový kužel se vypíná 400 metrů nad dno staré kaldery (atria), nový hlavní jícen má velikost 400 × 250 metrů, a ten má dva menší jícny oddělené přepážkou.
Čerstvá láva vytéká z kráteru a na jihovýchodě přetéká přes okraj starého kuželu (sommy), takže dosahuje až k úpatí starého kužele, který se utvářel ve starším pleistocénu a mladším holocénu.
Láva vytéká také z bočních jícnů na úbočích sopečného kužele, na severu dosahují lávové proudy téměř Ochotského moře a na jihu k Tichému oceánu. Erupce v roce 1973 byla největší erupcí od první historicky známé erupce v roce 1812.